# Nanoparticelle di argento
Le nanoparticelle di argento sono nanoparticelle di argento di dimensione compresa tra 1 nm e 100 nm. Per quanto vengano frequentemente descritte come di 'argento' alcune sono composte in grande percentuale di ossido di argento, a causa dell'altro rapporto tra superficie e volume.

## Sintesi
Ci sono molti modi per sintetizzare le nanoparticelle di argento. Possono essere infatti prodotte per deposizione chimica da vapore, impiantazione ionica, o dalla fase liquida.

### Impiantazione ionica
Per quanto sia non intuitivo, l'impiantazione ionica è stata usata per creare nanoparticelle di argento. Si è visto che questo processo produce particelle di argento immerse nel poliuretano, silicone, polietilene e polimetilmetacrilato. Le particelle crescono nel substrato con il bombardamento di ioni. L'esistenza di nanoparticelle è provata con l'assorbimento ottico, anche se l'esatta natura delle particelle create con questo metodo non è nota.

### Sintesi dalla fase liquida
Ci sono molti metodi per creare nanoparticelle. Generalmente prevedono la riduzione di un sale di argento come il nitrato d'argento con un agente riducente come il boroidruro di sodio in presenza di uno stabilizzatore colloidale. Il boroidruro di sodio è stato usato con alcool polivinile, poli(vinilpirrolidone), albumina bovina, citrato e cellulosa come agenti stabilizzanti. Nel caso della albumina bovina i gruppi che portano lo zolfo, l'ossigeno e l'azoto mitigano la alta energia di superficie delle nanoparticelle durante la riduzione. I gruppi ossidrilici sulla cellulosa aiutano a stabilizzare le particelle. La cellulosa batterica ricoperta magneticamente da polidopamina contiene gruppi multifunzionali che lavorano come agenti riducenti per la preparazione in situ di nanocaomposti di argento riutilizzabili con proprietà antibatteriche.
Non tutte le particelle vengono create uguali. La dimensione e la forma hanno effetto sulla loro efficienza. Inoltre, la sfaccettatura cristallina, il contenuto di ossido e molti altri fattori influiscono sulle proprietà antimicrobiche.

## Usi
Negli ultimi decenni le nanoparticelle di argento hanno trovato applicazioni nei catalizzatori, nell'ottica, nell'elettronica e in altre aree grazie alle loro proprietà ottiche, elettriche e magnetiche che dipendono dalle loro dimensioni. Attualmente la maggior parte delle nanoparticelle di argento sono impiegate come agenti antibatterici e antimicotici in biotecnologia e bioingegneria, in ingegneria tessile e nel trattamento delle acque.